# Güzdak
Guzdak (en azerí: Güzdək) es una localidad de Azerbaiyán, en el raión de Absherón.
Se encuentra a una altitud de 100 m sobre el nivel del mar. 

## Demografía
Según estimación 2010 contaba con 2409 habitantes.